# Église protestante luthérienne libre
 (août 2023).
La mise en forme du texte ne suit pas les recommandations de Wikipédia : il faut le « wikifier ».
Les points d'amélioration suivants sont les cas les plus fréquents :
- Les titres sont pré-formatés par le logiciel. Ils ne sont ni en capitales, ni en gras.
- Le texte ne doit pas être écrit en capitales (les noms de famille non plus), ni en gras, ni en italique, ni en « petit »…
- Le gras n'est utilisé que pour surligner le titre de l'article dans l'introduction, une seule fois.
- L'italique est rarement utilisé : mots en langue étrangère, titres d'œuvres, noms de bateaux, etc.
- Les citations ne sont pas en italique mais en corps de texte normal. Elles sont entourées par des guillemets français : « et ».
- Les listes à puces sont à éviter, des paragraphes rédigés étant largement préférés. Les tableaux sont à réserver à la présentation de données structurées (résultats, etc.).
- Les appels de note de bas de page (petits chiffres en exposant, introduits par l'outil «  Source ») sont à placer entre la fin de phrase et le point final[comme ça].
- Les liens internes (vers d'autres articles de Wikipédia) sont à choisir avec parcimonie. Créez des liens vers des articles approfondissant le sujet. Les termes génériques sans rapport avec le sujet sont à éviter, ainsi que les répétitions de liens vers un même terme.
- Les liens externes sont à placer uniquement dans une section « Liens externes », à la fin de l'article. Ces liens sont à choisir avec parcimonie suivant les règles définies. Si un lien sert de source à l'article, son insertion dans le texte est à faire par les notes de bas de page.
- La présentation des références doit suivre les conventions bibliographiques. Il est recommandé d'utiliser les modèles {{Ouvrage}}, {{Chapitre}}, {{Article}}, {{Lien web}} et/ou {{Bibliographie}}. Le mode d'édition visuel peut mettre en forme automatiquement les références.
- Insérer une infobox (cadre d'informations à droite) n'est pas obligatoire pour parachever la mise en page.

Pour une aide détaillée, merci de consulter Aide:Wikification.
Si vous pensez que ces points ont été résolus, vous pouvez retirer ce bandeau et améliorer la mise en forme d'un autre article.
L'Église protestante luthérienne libre (en allemand : Evangelisch-Lutherische Freikirche, abrégé ELFK) est une confession luthérienne basée en Allemagne et en Autriche. Elle compte actuellement 1 300 membres répartis dans 17 congrégations. L'ELFK possède un séminaire pour la formation des pasteurs dans la ville de Leipzig.
L'Église protestante luthérienne libre est membre de la Conférence protestante luthérienne confessionnelle, une organisation mondiale d'Églises luthériennes partageant les mêmes convictions. Elle est indépendante de l'Église protestante d'Allemagne et peut être considérée comme une Église libre, car il s'agit d'une dénomination indépendante.

## L'histoire
L'ELFK (acronyme basé sur son nom allemand) s'est constituée en 1876 en réaction aux déviations de l'Écriture et des confessions luthériennes perçues par certaines Églises d'État allemandes.
Dans les premières années, de nombreux pasteurs de l'ELFK ont été formés dans les séminaires de la Lutheran Church-Missouri Synod aux États-Unis, jusqu'à ce qu'un séminaire soit établi à Leipzig en 1921. L'ELFK a entretenu des relations étroites avec la LCMS jusqu'en 1987, date à laquelle la communion a été suspendue en raison du refus de la LCMS de rompre la communion avec l'Église protestante luthérienne indépendante, moins conservatrice, basée en Allemagne de l'Ouest.
En 1993, l'ELFK a rejoint le Wisconsin Evangelical Lutheran Synod, fortement confessionnel, et d'autres pour former la Confessional Evangelical Lutheran Conference (Conférence protestante luthérienne confessionnelle).

## Croyance
L'Église protestante luthérienne libre enseigne que la Bible est la seule source de doctrine faisant autorité. Elle souscrit aux Confessions luthériennes (le Livre de la Concorde, 1580) en tant que présentations exactes de ce que l'Écriture enseigne, que Jésus est le centre de l'Écriture et le seul chemin vers le salut éternel, et que le Saint-Esprit utilise l'Évangile seul dans la Parole et les Sacrements (Baptême et Sainte Communion) pour amener les gens à la foi en Jésus comme Sauveur et les garder dans cette foi, en les fortifiant dans leur vie quotidienne de sanctification.

## Communion ecclésiale
La communion entre l'Église protestante luthérienne libre et d'autres groupes d'Églises n'est établie qu'après enquête et confirmation que les deux groupes d'Églises sont totalement unis dans la doctrine et la pratique scripturaires.
L'Église protestante luthérienne libre est en communion avec les membres de la Conférence protestante luthérienne confessionnelle, qui répondent tous à cette exigence. Elle est également membre de cette organisation.

## L'éducation
Martin Luther School (en allemand : Dr. Martin Luther Schule) est une école de la première à la quatrième année de l'ELFK à Zwickau, en Allemagne.
Le Séminaire théologique luthérien est un séminaire de l'Église protestante luthérienne libre à Leipzig, en Allemagne. Le séminaire forme les étudiants à devenir pasteurs pour l'Église protestante luthérienne libre ou pour les Églises membres de la Conférence protestante luthérienne confessionnelle.